# Diana Barran
Pour les articles homonymes, voir Barran (homonymie).
Diana Francesca Caroline Clare Barran, née le 10 février 1959, est une militante britannique, ancienne directrice de fonds spéculatifs et pair du Parti conservateur. Elle est la fondatrice de SafeLives, une organisation caritative de sensibilisation aux violences domestiques, dont elle est la directrice générale de 2004 à 2017. 

## Carrière
Barran est mariée et mère de quatre enfants. Elle suit des études à la Benenden School et au King's College, à Cambridge. 
Elle travaille comme banquière d'investissement à Londres et à Paris pour Morgan Grenfell et Enskilda Asset Management et fonde le fonds de couverture Barran and Partners en 1993. Elle quitte Beaumont Capital en 2001 peu avant sa vente à Schroders. Barran possédait 10 % de Beaumont Capital au moment de son départ. 
Elle est administratrice de Comic Relief et présidente de la Henry Smith Society. Elle occupe le poste de responsable du développement des subventions pour New Philanthropy Capital et de conseillère auprès des donateurs de l'entreprise. 
À l'occasion de l'anniversaire de 2011, Barran est nommée membre de l'Ordre de l'Empire britannique (MBE). 
Le 21 juin, elle est créée baronne Barran, de Bathwick dans la ville de Bath.
Elle est sous-secrétaire d'État parlementaire à la Société civile auprès du Département du Numérique, de la Culture, des Médias et du Sport au sein du gouvernement Johnson I du 24 juillet 2019 au 17 septembre 2021. Elle est Sous-secrétaire d'État parlementaire au Système scolaire et aux Finances des étudiants depuis le 17 septembre 2021.
Elle est responsable des commémorations de la Chambre des lords et de la Première Guerre mondiale. 